# 王皇后 (唐玄宗)
王皇后（おうこうごう、? - 724年）は、中国の唐の玄宗の皇后（廃后）。王仁皎の娘。本貫は同州下邽。

## 生涯
玄宗が臨淄王となると、妃となった。先天元年（712年）、皇后に立てられた。
子がなく、玄宗の寵妃武恵妃から中傷を受ける。玄宗も王皇后の廃位を計画した。王皇后は「以前困っていた時、私の父は服を売って小麦粉を買って、陛下の誕生日ケーキを作ってあげました。今陛下は忘れましたか」と言った。玄宗は感動して廃后計画を断念した。
皇后の双子の兄弟の王守一は王皇后が子宝に恵まれなかったことを憂い、北斗を祭り、天地文と玄宗の諱を刻んで、「皇后に子が生まれ、則天武后のようになりますように」と祈った。開元12年（724年）、事が発覚して王守一は死を賜り、王皇后は廃された。3か月後、王廃后は亡くなっている。
その後、玄宗は後悔している。代宗の治世には、身位を回復された。

## 伝記資料
- 『旧唐書』
- 『新唐書』